# ハイマン・G・リッコーヴァー
ハイマン・ジョージ・リッコーヴァー（Hyman George Rickover、1900年1月27日 または 1898年8月24日 - 1986年7月8日）は、アメリカ合衆国の海軍軍人。最終階級は海軍大将。
原子力潜水艦の開発、配備を推進したため「原子力海軍の父（Father of the Nuclear Navy）」と称された。1918年から1982年までの63年の現役勤務年数は、アメリカ海軍、ひいてはアメリカ軍（陸軍・海軍・空軍・海兵隊・沿岸警備隊）の中で史上最長記録である。議会名誉黄金勲章を2度授与され（1958年、1982年）、大統領自由勲章を授与された（1980年）。

## 若年期
ハイマン・リッコーヴァーはロシア支配下のポーランドで、マクフ・マゾビエツキのユダヤ系家系の父エイブラハム・リッコーヴァーと母レイチェル・リッコーヴァーの子として生まれた。彼の一家は反ユダヤ主義の大虐殺であるポグロムから逃れるため、1906年に米国に移住した。その後、マクフ・マゾビエツキに残っていたユダヤ人コミュニティ全体は殺されるか、さもなければホロコーストの犠牲になっている。
リッコーヴァーの両親は最初マンハッタンのイーストサイドに居を定め、2年後シカゴのローンデールに居を移した。そこで、リッコーヴァーの父は仕立て屋として仕事を得た。 リッコーヴァーの初めての仕事は9歳のときで、時給3セントで隣人が機械を操作する間ライトを持っておくというものだった。その後、食品配達の仕事をして、14歳でグラマースクールを卒業した。
シカゴのジョン・マーシャル高校に在学中、リッコーヴァーはウエスタンユニオンの電報配達夫としてフルタイムで仕事をこなしたが、このときに米国下院議員アドルフ・J・サバスの知遇を得た。1918年に優等で同校を卒業すると、サバスの推薦で米国海軍兵学校を受験、見事合格した。

## 第二次世界大戦のキャリア
1922年6月2日に540人の海軍兵学校生徒中、107番目の成績で卒業、幹部候補生になり、1923年6月21日に機関科士官に任命された。海軍大学院で1年学んだのち1930年にはコロンビア大学から電気工学の分野で理学修士(M.Sc.)の学位を得た。この後、戦艦ネバダ(BB-36)での勤務を命ぜられた。コロンビア大学在学中に、後に妻となるルース・D・マスターズと出会っており、彼女がソルボンヌでの博士留学から帰った後の1931年に結婚した。
1933年、ペンシルベニア州フィラデルフィアの海軍資材部検査官事務所勤務中に、第一次世界大戦時のドイツ海軍提督ヘルマン・バウアーが著した "Des Unterseeboot(潜水艦)" を英語に翻訳した。同書は米海軍において潜水艦勤務についての基本的な教科書になっている。1937年6月に、彼は掃海艇USSフィンチ(AM-9)の士官として勤務し、その年の7月1日に、海軍少佐に昇進した。その後フィリピンのカビテ海軍工廠に勤務を命ぜられ、1939年8月15日エンジニアリング局の電気部門の副責任者として勤務した。1942年4月10日に米国が第二次世界大戦に参戦すると、真珠湾に転勤となった。
戦争末期の電気部門の研究で、1954年1月11日タイム誌の表紙を飾っている。

## 海軍原子炉と原子力委員会
1946年に、潜水艦の動力に核分裂エネルギーを利用する計画が立ち上がった。
同年、海軍艦船局長に就任した戦時の上司、アール・ミルズ提督の推薦もあってマンハッタン計画の中心地のひとつであったオークリッジ勤務となった。
マンハッタン計画において知り合ったロス・ガン、フィリップ・エーベルソンら物理学者と交友を進めるにつれて、彼は艦艇の推進動力としての原子力の利点を確信するようになり、海軍艦船局に新設された核動力部の部長に就任すると、オークリッジ国立研究所の責任者アルビン・M・ワインバーグとともに研究開発を進めていった。
1949年2月にはアメリカ原子力委員会の原子炉開発部勤務となり、その後海軍原子炉部門の責任者として海軍の艦艇用原子炉の開発を統括してミルズに報告した。このことは、後に彼が原子力潜水艦ノーチラスの開発を任される大きな理由となった。
リッコーヴァーを原子力潜水艦の開発責任者に据えるかどうかは、ひとえにミルズ提督の決断にかかっていた。マンハッタン計画を指揮したレズリー・グローヴス陸軍中将によれば、ミルズは極めて果断な人物に任せることを望んでおり、リッコーヴァーが「一緒に仕事をするのが難しい人物」として非常に不人気であることを知りつつも、いかなる困難が起ころうとも海軍が信じて任せうる人物はリッコーヴァーを措いて他にないと判断していたという。リッコーヴァーは、原子炉の設計に必要となる物理学的データがまだ不完全である中で高い信頼性を備えた原子炉を全幅28フィート (約8.5メートル) の潜水艦の船体に収めるという難題に取り組み、遂にノーチラスに搭載される原子炉のプロトタイプとなるS1Wを完成させた。ノーチラスは1954年に進水・就役した。
その後、1958年に中将、1973年には大将に昇進した。ユニークな性格（横柄で傲慢）、政治的コネ、責任感、海軍の原子力推進化に対する深い知識のため、彼は米海軍最長となる63年（1918年-1982年）の間、現役に留まった。この間、後に大統領となるジミー・カーターを部下に持ち、1953年にカーターが家業のピーナッツ農園を継ぐために大尉で退役するまで、彼を鍛え上げた。このときの経験を、カーターは自伝『なぜベストをつくさないのか Why not the Best?』に記している。

## 栄誉
- 1964年 エンリコ・フェルミ賞
- 1970年 ワシントン賞
- 1976年 ハロルド・ペンダー賞